# Andries de Jong
Andries de Jong (Westmaas, 4 augustus 1899 – Rotterdam, 27 september 1959) was een Nederlands politicus.
Hij werd geboren als zoon van Pieter de Jong en Lena Niemansverdriet. Nadat hij was afgestudeerd in de rechten aan de Rijksuniversiteit Utrecht vestigde hij zich als advocaat in Dordrecht.
Vanaf maart 1934 was hij lange tijd burgemeester van de gemeenten Mijnsheerenland en Westmaas. Eind augustus 1959 werd hij na een hartaanval opgenomen in een ziekenhuis. Een maand later overleed hij op 60-jarige leeftijd in het Rotterdamse Eudokiaziekenhuis.